# Coal Digger (Modern Family)
Coal Digger é o quinto episódio da primeira temporada da série Modern Family. O episódio estreou em outubro de 2009. O episódio foi exibido originalmente pela ABC no dia 21 de Outubro de 2009 nos EUA.

## Sinopse
A tensão aumenta entre Claire e Gloria depois que Luke e Manny brigam na escola. Cameron é fã de futebol e Mitchell tenta aprender um pouco mais sobre o esporte para impressionar tanto Cam como Jay. Durante uma noite de churrasco e futebol na casa do Jay e Gloria eles estão a beira de um desastre quando Luke revela detalhes sobre o que Claire pensa sobre Glória, dizendo que Glória é uma "Golfista".

## Críticas
Na sua transmissão original americana, o episódio foi visto por um número estimado de 8.661 mil de famílias. O episódio recebeu críticas em sua maioria positivas dos críticos. BuddyTV disse que o episódio é ótimo dizendo: "Gloria e Claire entraram em uma briga hilariante depois que é revelado que Claire costumava chamá-la de "Golpista", mal interpretado como "Golfista" por seus filhos". Robert Canning da IGN deu ao episódio uma nota 7,7/10. James Poniewozik do "Time" disse que "Modern Family não foi tão decepcionante como o episódio de Glee de ontem à noite "S01E08: Mash-Up", e eu encontrei muitas risadas, mas ao mesmo tempo foi provavelmente o mais fraco episódio do show".